# پارکویل (پنسیلوانیا)
پارکویل (به انگلیسی: Parkville) یک منطقهٔ مسکونی در ایالات متحده آمریکا است که در شهرستان یورک، پنسیلوانیا واقع شده‌است. پارکویل ۷٫۶ کیلومتر مربع مساحت و ۶٬۷۰۶ نفر جمعیت دارد.